# Sébastien Martel
Pour les articles homonymes, voir Martel.
Sébastien Martel, appelé encore Seb Martel, est un guitariste français. Il pratique divers styles comme le jazz, le rock, les musiques noires américaines, la musique antillaise. Il est aussi accompagnateur de variétés.
Il est le guitariste de plusieurs artistes dont -M-, Teri Moïse, Alain Chamfort, et Albin de la Simone et a collaboré avec Helena Noguerra (sur l'album Fraise Vanille), Camille pour ses premières chansons notamment, Femi Kuti, Piers Faccini, Enrico Macias, Morcheeba, Julien Lourau, Magic Malik, Bumcello ou Sinclair. 
Sébastien Martel a sorti en 2003 son premier album solo : Ragalet, contraction de Rag (en référence au style de musique ragtime) et de galette (en hommage aux pâtisseries de sa grand-mère). On peut noter sur ce disque des participations de Franck Monnet, Camille, Cyril Atef et Vincent Ségal (Bumcello), et de Matthieu Chedid.
En parallèle, il fait partie du groupe Las Ondas Marteles avec son frère Nicolas et la contrebassiste Sarah Murcia, groupe de musique latino-américaine. Il a aussi fait partie du groupe Vercoquin, avec Thierry Stremler. Il a aussi collaboré à de nombreuses reprises avec le saxophoniste Julien Lourau, notamment dans l'Olympic Gramofon et le Julien Lourau Groove Gang.
En 2006, il sort son second album solo, Coitry? (sous le nom de Sebmartel) avec la participation de Vincent Segal, Cyril Atef et M, Fred Poulet, Piers Faccini, Hervé Salters ou Vic Moan. Il s'agit d'un double album, composé d'une partie country et d'une partie city.
En 2009, il est en duo avec Camille pour quelques concerts dans le cadre du Festival Fragile, aux Bouffes du Nord, à Paris, en juillet. Il produit la même année le second album de Saule, Western, où figure notamment un duo avec Dominique A. En 2011, il collabore avec le metteur en scène Jean-Michel Rabeux, et monte sur les planches pour orchestrer le spectacle La Nuit des rois, comédie de William Shakespeare. La pièce, adaptée et mise en scène de manière très « rock'n roll » par Jean-Michel Rabeux, a été présentée jusqu'au 3 avril 2011 à la MC93 de Bobigny.
En 2013, il participe au spectacle Struggle inspiré par Woody Guthrie, avec Dorothée Munyaneza et Catman, et en 2014, au spectacle théâtral et musical Sur la route, autour de la Beat Generation, où il joue à nouveau la musique de Woody Guthrie, avec Jil Caplan et Philippe Calvario (Maison de la poésie, &e festival d'Avignon 2014). Durant ce festival d'Avignon 2014, il participe encore, dans un programme Sujets à vif, comme musicien, mais aussi et surtout danseur, avec sa guitare comme accessoire, à l'interprétation du spectacle Tapis rouge, de et avec Nadia Beugré, puis en fin de la même année à la pièce Samedi détente, de Dorothée Munyaneza consacré au génocide rwandais de 1994
En 2023 est diffusé la série documentaire “La lutte des glaces” les dimanches 3 et 10 décembre dans “13h15 le dimanche” sur France 2. Il s’agit d’une expédition menée sous l’égide de la NASA, du glaciologue franco-américain Eric Rignot et de son équipe, sur le glacier Petermann, l’un des plus grands de toute l’hémisphère Nord. Cette mission a pour objectif d’explorer ses tréfonds et de saisir ce qui se joue sous ces millions de tonnes de glace. Les films ont été réalisés par Florent Muller et filmés par Benjamine Jeunehomme, avec une musique originale composée par Seb Martel, produits par Sidonie Huart et post produits chez WAYMEL Post Production.  Les extraits musicaux de l'album Saturn 63 renforcent le caractère sauvage et inquiétant des images époustouflantes du reportage.